# Setsu Sawagata
Setsu Sawagata, és un exfutbolista japonès.

## Selecció japonesa
Setsu Sawagata va disputar 2 partits amb la selecció japonesa.